# Vilém ze Chartres (templář)

Erb Viléma ze Chartres

Vilém ze Chartres, také Guillaume de Chartres, Guillielmus de Carnoto nebo Willemus de Carnoto († 26. srpna 1219), byl čtrnáctým velmistr Templářských rytířů v letech 1209–1219. Zemřel při obléhání Damietty.